# Summer Hill
Summer Hill é um subúrbio localizado na região metropolitana do Oeste Interior de Sydney, no estado da Nova Gales do Sul, na Austrália. Summer Hill fica localizado a oito quilômetros a oeste do distrito empresarial central de Sydney, na área do governo local do Conselho do Oester Interior. Sua população, segundo o censo de 2011, era de 6 587 habitantes.